# Phangjo
Phangjo (hangul: 판교군, Phangjo-kun, handzsa: 板橋郡, RR: P'an'gyo-kun) megye Észak-Koreában, Kangvon (Kangwŏn) tartományban. 1952-ben hozták létre Kokszan (Koksan) és Icshon (Ich'ŏn) megyék területéből és emelték megyei rangra.

## Földrajza
Északról Poptong (Pŏptong) és az Észak-Hvanghe (Hwanghae) tartománybeli Sinphjong (Sinp'yŏng), keletről Szepho (Sep'o), délről Icshon (Ich'ŏn), nyugatról az Észak-Hvanghe (Hwanghae) tartománybeli Singje (Sin'gye) és Kokszan (Koksan) határolja.
Legmagasabb pontja az 1341 méter magas Pengnjonszan (백년산; 百年山, Paengnyŏnsan).

## Közigazgatása
1 községből (up (ŭp)), 22 faluból (ri (ri)) áll:
| - Phangjo-up (판교읍; 板橋邑, P'an'gyo-ŭp) - Kerjon-ri (개련리; 開蓮里, Kaeryŏn-ri) - Kjongdo-ri (경도리; 京都里, Kyŏngdo-ri) - Kudang-ri (구당리; 龜塘里, Kudang-ri) - Kubong-ri (구봉리; 九峯里, Kubong-ri) - Kunhan-ri (군한리; 君漢里, Kunhan-ri) - Kumphjong-ri (금평리; 金坪里, Kŭmp'yŏng-ri) - Rjongdang-ri (룡당리; 龍塘里, Ryongdang-ri) - Rjongdzsi-ri (룡지리; 龍池里, Ryongji-ri) - Rjongcshon-ri (룡천리; 龍川里, Ryongch'ŏn-ri) - Rjongpho-ri (룡포리; 龍浦里, Ryongp'o-ri) - Rjonghung-ri (룡흥리; 龍興里, Ryonghŭng-ri) | - Riszang-ri (리상리; 梨上里, Risang-ri) - Riha-ri (리하리; 梨下里, Riha-ri) - Mjongdok-ri (명덕리; 明德里, Myŏngdŏk-ri) - Szadong-ri (사동리; 寺洞里, Sadong-ri) - Szangdu-ri (상두리; 上頭里, Sangdu-ri) - Szangninvon-ri (상린원리; 上麟原里, Sangninwŏn-ri) - Csiszang-ri (지상리; 支上里, Chisang-ri) - Csiha-ri (지하리; 支下里, Chiha-ri) - Cshonam-ri (천암리; 泉巖里, Ch'ŏnam-ri) - Phunghjon-ri (풍현리; 楓峴里, P'unghyŏn-ri) - Harinvon-ri (하린원리; 下麟原里, Harinwŏn-ri) |

## Gazdaság
Phangjo (P'an'gyo) megye gazdasága főként mezőgazdaságra, azon belül gabona- és zöldségtermesztésre, emellett korlátozottabb mértékben erdőgazdálkodásra és élelmiszeriparra épül.

## Oktatás
Phangjo (P'an'gyo) megye egy mezőgazdasági főiskolának, kb. 30 általános és középiskolának ad otthont.

## Egészségügy
A megye számos egészségügyi intézménnyel rendelkezik, köztük 1 megyei és kb. 30 helyi kórházzal.

## Közlekedés
A megye közutakon a szomszédos helységek felől közelíthető meg. A megye vasúti kapcsolattal rendelkezik, a Cshongnjon Icshon (Ch'ŏngnyŏn Ich'ŏn) vonal része.